# Kanton Bidache
Kanton Bidache (francouzsky Canton de Bidache) je francouzský kanton v departementu Pyrénées-Atlantiques v regionu Akvitánie. Tvoří ho sedm obcí.

## Obce kantonu
- Arancou
- Bardos
- Bergouey-Viellenave
- Bidache
- Came
- Guiche
- Sames